# ابراهیم حاقلانی
ابراهیم حاقِلانی (۱۶۰۵-۱۶۶۴م) فیلسوف، زبان‌شناس و دانشمند لبنانی مارونی بود. در پیزا و رم، زبان عربی و سریانی آموخت.  در ۱۶۴۶ استاد دانشکده فرانسه در پاریس منصوب شد.  در ۱۶۵۲ به رم بازگشت و به ترجمهٔ عربی انجیل پرداخت و آن را در سال ۱۶۷۱ چاپ کرد.